# (11338) Schiele
(11338) Schiele est un astéroïde de la ceinture principale, découvert le 13 octobre 1996 par le couple d'astronomes tchèques Jana Tichá et Miloš Tichý à l'observatoire Kleť (IAU-Code 046) près de Český Krumlov.
(11338) Schiele a été nommé le 26 juillet 2000 selon le peintre autrichien expressionniste Egon Schiele. En effet, de 1907 à 1917, Egon Schiele a vécu et travaillé à Český Krumlov.